# سیارک ۴۰۸۸
سیارک ۴۰۸۸ (به انگلیسی: 4088 Baggesen، نامگذاری:1986GG) چهار هزار و هشتاد و هشتمین سیارک کشف شده‌است که در ۳ آوریل ۱۹۸۶ کشف شد.
قدر مطلق سیارک برابر ۱۲٫۵۰ است.